# Tadeusz Staniewski
Tadeusz Staniewski (ur. 25 października 1873 w Kiełczewie, zm. 25 sierpnia 1940 w KL Buchenwald) – polski działacz społeczny i polityczny, powstaniec wielkopolski, delegat na Polski Sejm Dzielnicowy, dwukrotny burmistrz Swarzędza.

## Życiorys
Jego ojcem był nauczyciel, Stanisław (1850-1875), a matką Stanisława z Juraszów (1851-1938), siostra Antoniego Stanisława Jurasza (1847-1923), laryngologa. Ukończył Gimnazjum Fryderyka Wilhelma w Poznaniu, gdzie biegle poznał język niemiecki. Być może rozpoczął studia ekonomiczne, ale nie ma na to żadnych dowodów. Przebywał przez pewien czas u wuja w Heidelbergu. W latach 1896–1898 praktykował w aptece Zygmunta Grochowiaka w Miłosławiu. W Swarzędzu, do którego przeprowadził się w około 1898 roku, prowadził najpierw drogerię, którą odsprzedał po kilku latach działalności Albinowi Gramsemu. W 1928 figurował jako osoba prowadząca komunikację autobusową (był współwłaścicielem pierwszego swarzędzkiego autobusu, Forda).
13 listopada 1918 roku powołano w jego mieszkaniu Radę Robotniczą i Żołnierską, której został przewodniczącym, mimo że nie był nigdy w wojsku z wyjątkiem służby w krotoszyńskich Ersatz-Bataillons od listopada 1916 roku do lutego 1917 roku. W listopadzie 1918 roku z ramienia swarzędzkiej Rady wybrano go delegatem do Polskiego Sejmu Dzielnicowego w Poznaniu, natomiast w grudniu 1918 roku powołano w go na przewodniczącego Swarzędzkiej Straży Ludowej i Rady Ludowej. W lutym 1919 roku został oprócz tego komisarzem obwodowym. Przejął władzę w Swarzędzu z rąk ostatniego niemieckiego burmistrza tego miasta, Brunona Glabischa.
Był burmistrzem Swarzędza przez dziesięć lat, nieprzerwanie od 1929 do wybuchu II wojny światowej w 1939 roku oraz wcześniej (w 1919 roku). W latach 1920–1929 był przewodniczącym Rady Miejskiej oraz radnym swarzędzkim. Za jego kadencji miasto zwiększyło zarówno swój obszar, jak i zabudowę, zostało zelektryfikowane i częściowo zgazyfikowane. Wspierał rozwój rzemiosła, w tym silnego w mieście meblarstwa (za jego kadencji wybudowano m.in. Salon Meblowy Stolarzy Swarzędzkich). Podczas wielkiego kryzysu uruchomił darmową jadłodajnię dla bezrobotnych, a także wprowadził roboty publiczne. Od roku 1931 do 1934 był honorowym członkiem, a potem honorowym prezesem Straży Pożarnej w Swarzędzu. Współuczestniczył w budowie kortów tenisowych i współdziałał w powołaniu klubu sportowego Unia Swarzędz. 
We wrześniu 1939 roku, jako osoba znana z postawy patriotycznej, został szybko aresztowany przez Niemców i osadzony w poznańskiej siedzibie gestapo (byłym Dom Żołnierza), a następnie w Forcie VII, gdzie poddano go bestialskim przesłuchaniom, w wyniku czego utracił zdrowie. W sierpniu 1940 osadzono go w niemieckim obozie koncentracyjnym Buchenwald. Zmarł tam na bloku śmierci 25 sierpnia 1940 roku. Jego symboliczny grób z zlokalizowany jest na cmentarzu parafialnym przy kościele św. Marcina w Swarzędzu (Niemcy przysłali jego żonie prochy). Po 1945, w okresie PRL, osoba Staniewskiego uległa zapomnieniu.

## Upamiętnienie
Po 1989 roku nadano jednej z ulic w południowym Swarzędzu jego imię. W 2005 upamiętniono go tablicą powstańczą w swarzędzkim Rynku.

## Rodzina
Był dwukrotnie żonaty. Z pierwszego małżeństwa z Franciszką Czajkowską miał czworo dzieci (Witolda, Irenę, Halinę oraz Bożenę), a z drugiego, z Haliną Szulczewską, miał dwóch synów (Leszka i Andrzeja). Witold (ur. 1901) był prawnikiem, sędzią w Międzychodzie i kierownikiem sądu w Śremie - został rozstrzelany przez Niemców jako zakładnik wraz z 19 innymi osobami na Rynku w Śremie w październiku 1939 roku (upamiętnia go tablica na miejscu mordu). Nie założył rodziny. Leszek (ur. 1918), został w lutym 1940 roku aresztowany przez Niemców w Swarzędzu, przetrzymywano go w Domu Żołnierza i Forcie VII, gdzie spotkał się z ojcem oraz był świadkiem śmierci bosmana Stanisława Kwaśniewskiego, powstańca ze Swarzędza. Jechał razem z ojcem transportem do Buchenwaldu, a później przeniesiony został do obozu w Ravensbruck, gdzie dożył wyzwolenia i w 1945 roku powrócił do Swarzędza. Andrzej (ur. 1925) przeżył wraz z matką okupację w Swarzędzu, ale był szykanowany przez komunistów. Zmarł w 1977 roku.
Jego żona Halina była działaczką społeczną i katolicką. Na początku II wojny światowej organizowała wydawanie darmowych obiadów dla osieroconych dzieci lub dla takich, których rodzice znaleźli się w niewoli niemieckiej.